# Panchayati raj

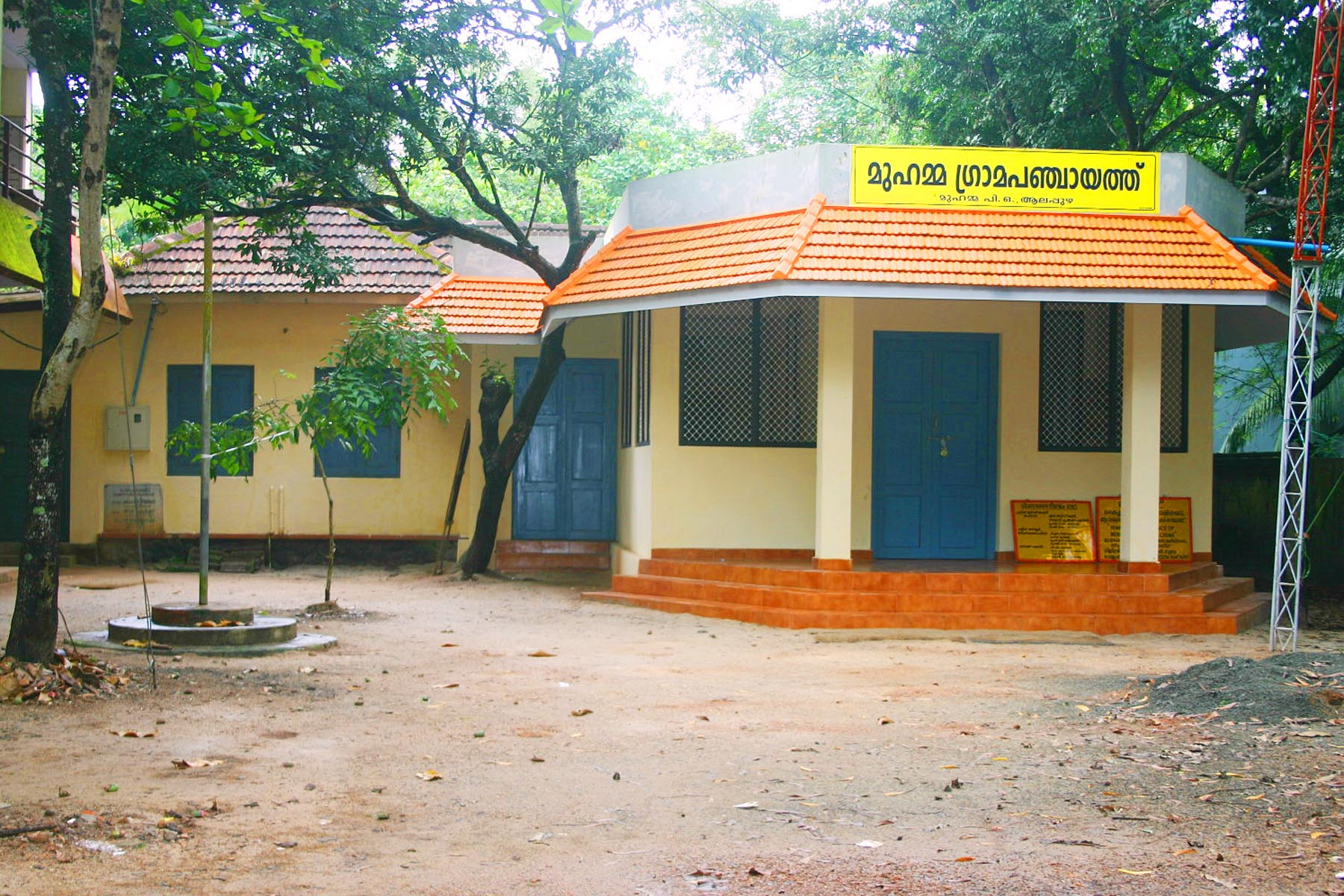
Ufficio Panchayath, Muhamma, Kerala

Il Panchayat raj  è un sistema politico dell'Asia meridionale tipico di India, Pakistan, Bangladesh, Sri Lanka, Trinidad e Tobago, e Nepal. 
È il più antico sistema di governo locale dell'Asia meridionale, vi sono riferimenti storici che ne datano la presenza al 250 D.C. La parola raj significa "governo" e panchayat significa "assemblea" (ayat) dei 5 (panch). Tradizionalmente i panchayat erano una serie di saggi e rispettati anziani scelti ed accettati dalla comunità locale. Sebbene ci fossero forme diverse di queste assemblee.
Tradizionalmente venivano indette per risolvere dispute tra individui e tra i villaggi.
Il capo del panchayat era spesso chiamato mukhiya o sarpanch, che era una posizione elettiva o generalmente riconosciuta. Il moderno panchayati raj dell'India e i suoi gram panchayat non devono essere confusi né con il sistema tradizionale né khap panchayats extra-costituzionali (o caste panchayat) che si trovano in India settentrionale..